# Pseudobarbus phlegethon
Pseudobarbus phlegethon là một loài cá vây tia trong họ Cyprinidae.
Nó là loài đặc hữu của Nam Phi, và bị đe dọa do mất môi trường sống và ảnh hưởng của loài xâm hại.